# Becher Gale
Becher Robert Gale, född 14 april 1887 i Elora, död 24 augusti 1950 i Gravenhurst, var en kanadensisk roddare.
Gale blev olympisk bronsmedaljör i fyra utan styrman vid sommarspelen 1908 i London.